# Johanna Brandstetter

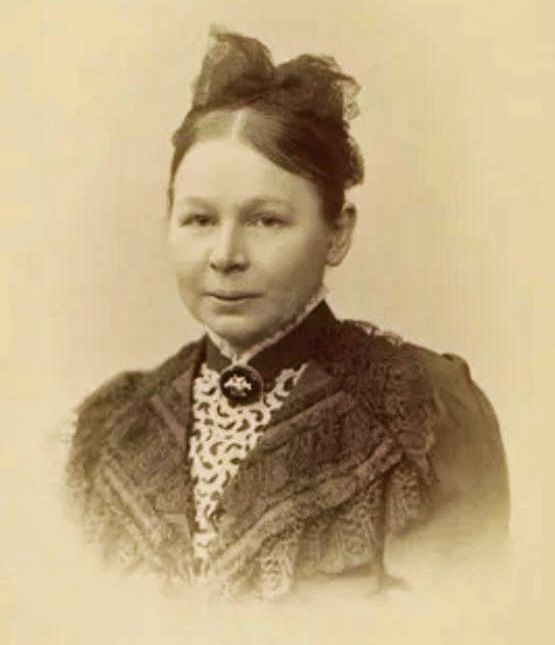
Johanna Brandstetter

Johanna Brandstetter (* 26. Januar 1849 in Leipzig; † 10. Juli 1906 in Niederlößnitz, heute Radebeul) war eine deutsche Mäzenatin der Frauenbildung.

## Leben
Johanna Brandstetter war die Tochter des Leipziger Verlegers Friedrich Brandstetter (1803–1877) und dessen Ehefrau Christiane Henriette Emilie Degener (1809–1890), deren Vater seit 1827 Besitzer des Rittergutes in Rüben südlich von Leipzig war. Johanna war das siebente von acht Kindern der Familie. Als Kind häufig kränklich, wurde sie oft zu ihren Großeltern nach Rüben aufs Land geschickt.
Familie Brandstetter wohnte in der Königstraße (seit 1947 Goldschmidtstraße), in der sich auch das von Ottilie von Steyber (1804–1870) betriebene private Unterrichts- und Fortbildungsinstitut für Mädchen befand, in welchem Mädchen nach der Konfirmation bis zur zehnten Klasse unterrichtet wurden und das Johanna mit ihrer jüngeren Schwester Amalie besuchte.
Eine der hier tätigen Lehrerinnen war Auguste Schmidt (1833–1902). Sie gründete im März 1865 zusammen mit Louise Otto-Peters und Henriette Goldschmidt den Leipziger Frauenbildungsverein. Dieser bot in einer Sonntagsschule im von Steyberschen Institut unter anderem auch Kurse in Buchführung an, die Johanna Brandstetter wohl auch besuchte, wie aus ihrer späteren Tätigkeit geschlossen werden kann. 1870 gewann Auguste Schmidt ihre ehemalige Schülerin Johanna Brandstetter als organisatorische Mitarbeiterin für den Verein, in dessen Vorstand sie 1893 gewählt wurde.
Johanna Brandstetter engagierte sich auch für den 1888 gegründeten Leipziger Lehrerinnenverein, dem sie 1892 10.000 Mark für eine Stiftung zur Unterstützung von bedürftigen Lehrerinnen spendete. Sie war führend bei der Errichtung des 1894 eröffneten Lehrerinnenheims in der Hohen Straße 35, was zu ihrer Ehrenmitgliedschaft in dem Verein führte und zu folgendem Lob durch die Vereinsvorsitzende Rosalie Büttner (1846–1914): „Vor allem aber drängt es mich, Ihnen verehrtes Fräulein Brandstetter, die Sie das ganze Unternehmen geleitet haben, den herzlichsten Dank der Lehrerinnen darzubringen [...] Sie haben in diesem Jahre auf alles verzichtet, was sonst Ihr Leben verschönerte und hatten nur das eine Ziel, die Gründung des Lehrerinnenheimes, vor Augen.“
Johanna Brandstetter war aktives Mitglied im 1865 in Leipzig gegründeten Allgemeinen Deutschen Frauenverein (ADF). 1893 wurde sie in den Vorstand und 1895 in das sehr verantwortungsvolle Amt der Kassiererin des Vereins gewählt. Dabei oblagen ihr die Verwaltung des Vereinsvermögens, der Mitgliedsbeiträge, der Stiftungen und Wertpapiere sowie die Verteilung von Zuschüssen für die Gymnasialkurse in Leipzig und die Stipendienvergabe für Schülerinnen und Studentinnen. Eine ihrer ersten Aufgaben war die Einwerbung von Spendengeldern zur Errichtung eines Denkmals für Louise Otto-Peters. Gesundheitliche Probleme mit mehreren Sanatorien-Aufenthalten zwangen sie, am 1. Oktober 1904 ihre Funktionen niederzulegen.
Johanna Brandstetter war unverheiratet. 1888 nahm sie das achtjährige Waisenkind Marie Kröhne (1880–1971) als Pflegetochter zu sich und sicherte ihr eine solide Ausbildung, die bis zur Promotion zum Dr. phil. als eine der ersten Frauen an der Universität Leipzig im Jahr 1908 führte. Marie Kröhne war später in Worms und Duisburg auf sozialpolitischem Gebiet tätig.
All das erlebte Johanna Brandstetter nicht mehr. Sie starb 57-jährig während eines Kuraufenthaltes an Lungenentzündung und wurde auf dem Leipziger Neuen Johannisfriedhof beigesetzt.